# Абдулла Фонус
Абдулла «Фонус» (1828, Ташкент — 1914, там же) — узбекский комик и фонарщик. В основном жил и работал в Ташкенте. Псевдоним или прозвище Фонус (на узбекском языке означает фонарь) было получено им от населения Ташкента, которое он смешил, делая свою работу. В своих комических выступлениях и подражаниях известным людям и животным он выражал тяжёлую жизнь простых рабочих того времени и показывал её комическую сторону. Абдулла Фонус стал известен далеко за пределами Ташкента и развлекал народ, а поэтому за это он был признан народным узбекским комиком.